# هيو وليامز (قاضي)
هيو وليامز (بالإنجليزية: Hugh Williams)‏ هو قاضي نيوزيلندي، ولد في 23 سبتمبر 1939.